# Estación Ingeniero Thompson
Ingeniero Thompson es una estación ferroviaria ubicada en la localidad de Ingeniero Thompson, partido de Tres Lomas, Provincia de Buenos Aires, Argentina.

## Ubicación
La estación, se encuentra a 538 km de la Ciudad Autónoma de Buenos Aires, y a 18 km de la localidad de Tres Lomas.

## Servicios
No presta servicios de pasajeros.
Sus vías están concesionadas a la empresa de cargas FerroExpreso Pampeano S.A., por las que circulan trenes de cargas.